# Maragusan
Maragusan es un municipio filipino de primera categoría, situado en la parte sudeste de la isla de Mindanao. Forma parte de la provincia de Valle de Compostela situada en la Región Administrativa de Región de Dávao en cebuano Rehiyon sa Davao, también denominada Región XI. Para las elecciones está encuadrado en el Primer Distrito Electoral.

## Barangayes
Se divide, a los efectos administrativos, en 24 barangayes o barrios, conforme a la siguiente relación:
| - Bagong Silang - Mapawa - Población - Nueva Albay - Tupaz - Bahi | - Cambagang - Coronobe - Katipunan - Lahi - Langgawisan - Mabugnao | - Magcagong - Mahayahay - Mauswagon - Nueva Katipunan - Nuevo Manay - Nueva Panay | - Paloc - Pamintaran - Parasanon - Talian - Tandik - Tigbao |

## Historia
El actual territorio de Dávao de Oro fue parte de la provincia de Caraga durante la mayor parte de la Capitanía General de Filipinas (1520-1898).
A principios del siglo XX la isla de Mindanao se hallaba dividida en siete distritos o provincias.
Hasta 1988 Dávao de Oro formaba parte de la  provincia de Dávao del Norte.
El 12 de octubre de 1988 este municipio cambia su nombre a Maragusan.